# Tequila (Jalisco)
Pour les articles homonymes, voir Tequila (homonymie).
Tequila est une ville et une municipalité de l'État de Jalisco au Mexique. Le nom Tequila provient du mot náhuatl Tekilan (lieu des travailleurs).
Connu pour la production du célèbre alcool du même nom, la ville est l'un des principaux lieu où elle est produite.
Située à même des reliefs très variés, Tequila ne contient que peu de terrains plats, et sa géographie est très irrégulière.
Le climat y est semi-aride, avec des hivers et printemps secs et tempérés. La température moyenne est de 23,2 °C, et les précipitations moyennes sont de 1 073,1 mm. La saison des pluies s'observe habilement entre les mois de juin et octobre.
L'activité économique principale de la ville est la production de tequila. Depuis son commencement, la production d'alcool en ces lieux est reconnue à l'échelle internationale. Les principaux producteurs de tequila que l'on peut rencontrer dans la ville sont :
- Tequila José Cuervo
- Tequila Destiladora Rubio
- Tequila Orendain
- Tequila Sauza
- Tequila Tequileño
- Tequila Ópalo Azul
- Tierra de Agaves
- Tequilas Finos
- Tequila Viuda de Martínez.

La ville peut également compter sur une importante production de bananes, mangues, prunes, mais également de meubles à base d'agave, de papier de fibre d'agave, etc. L'agave, plante à partir de laquelle est aussi élaborée la tequila, joue donc un rôle clé dans l'économie de la ville.

## Jumelage
- Bollullos de la Mitación (Espagne) : Tequila fait partie des onze municipalités mexicaines avec lesquelles Bollullos a un programme de coopération et d'échanges car elles ont été évangélisées par le franciscain Juan Calero (es) né en 1500 à Bollullos de la Mitación[1].
- Martel (France)